# Перо, Жан-Кристоф
Жан-Кристоф Перо (фр. Jean-Christophe Peraud; род. 22 мая 1977, Тулуза, Франция) — французский профессиональный шоссейный велогонщик, выступающий за команду AG2R Citroën. Серебряный призёр Летних Олимпийских игр 2008 в Пекине в маунтинбайке.

## Карьера
Жан-Кристоф Перо начинал свою спортивную карьеру как маунтинбайкер. В 2008 году на Летних Олимпийских Играх 2008 года в Пекине он выиграл серебряную медаль в этом виде велогонок, проиграв лишь своему соотечественнику Жюльену Абсалону.
В конце июня 2009 года он принял участие в Чемпионате Франции по велоспорту на шоссе и к удивлению многих завоевал золотую медаль с гонке с раздельным стартом. Этот успех привлек внимание руководства бельгийской команды высшего дивизиона Omega Pharma-Lotto, с которой француз и подписал контракт в 2010 году. В первый год на шоссе Жан-Кристоф показал обнадеживающие результаты в многодневных гонках: занял 4 место в генельной классификации Тура Страны Басков и 9 место на Париж-Ницца. Впервые принял участие в трехнедельной гонке — испанской Вуэльте, которую завершил на 39 строчке финишного протокола.
В 2011 году француз сменил команду и стал выступать за Ag2r–La Mondiale. В первый год во французской команде гонщик смог показать хорошие результаты на Туре Средиземноморья (2 место), Париж-Ницце (6 место), Критериуме Интернациональ (6 место) и Критериуме ду Дофине (7 место). Впервые в своей карьере Перо принял участие в самом престижном Гранд-Туре Тур де Франс и финишировал на девятом месте в общем зачете.
2012 год особых успехов Жан-Кристофу не принес. На Большой Петле он занял лишь 44 место.
А вот первая половина сезона 2013 года выдалась удачной для велогонщика Ag2r–La Mondiale. Сперва он стал вторым в общем зачете Тура Средиземноморья, попутно выиграв 4 этап, потом финишировал на третьем месте в генеральной классификации Париж-Ницца, занял пятое место на Критериуме Интернациональ и шестое на Туре Романдии. Однако с Тур де Франс вынужден был сойти из-за перелома ключицы, в результате падения на гонке с раздельным стартом на третьей неделе.
В 2014 году француз выиграл Критериум Интернациональ, в третий раз в карьере стал вторым на Туре Средиземноморья, занял третье место в генеральной классификации Тура Страны Басков.

## Личная жизнь
Жан-Кристоф Перо и Анн Лор Арно имеют двоих детей: сына Батиста (21.11.2009) и дочь Валентину (14.07.2012).